# Écotopie
Écotopie : Reportage et notes personnelles de William Weston (titre original : Ecotopia: The Notebooks and Reports of William Weston) est un roman utopique de Ernest Callenbach, publié en 1975 puis traduit en français et publié aux éditions Stock en 1978. Les éditions Rue de l'échiquier rééditent le roman dans une nouvelle traduction sous le titre Écotopia en 2018.
La société décrite dans le livre est l'une des premières utopies écologiques et a une influence sur la contre-culture et le mouvement écologiste dans les années 1970 et par la suite. L'auteur lui-même a affirmé que la société qu'il dépeint dans le livre n'est pas une véritable utopie (dans le sens d'une société parfaite), mais, bien que guidée par les intentions et les valeurs de la société, elle est imparfaite et en cours de création.
Callenbach dit de l'histoire, en ce qui concerne les Américains : « Il est si difficile d'imaginer quelque chose de fondamentalement différent de ce que nous avons maintenant. Mais sans ces différentes visions, nous restons au point mort. Alors que nous ferions mieux de nous préparer. Nous avons besoin de savoir où nous voulons aller. »

## Contexte du livre et origines
Callenbach a tissé la trame de son histoire en utilisant la fibre des technologies, des modes de vie, des mœurs et des attitudes qui sont courantes dans le Nord de la Californie et le nord-ouest du Pacifique. Les « bords » (ses idées principales pour les valeurs et pratiques écotopiennes) ont servi pour des modèles réels d'expérimentation sociale dans l'Ouest des États-Unis. Pour donner un exemple, Crick School, l'école fictive de Callenbach, est basée sur Pinel School, une école alternative située dans la périphérie de Martinez, en Californie, qu'il a fréquenté pendant un temps en y emmenant son fils.
Callenbach a construit la genèse d'Ecotopia à partir d'un article qu'il a étudié et écrit intitulé « Le scandale de nos eaux usées ».
Outre les importantes dimensions sociales de l'histoire, il indique publiquement avoir été influencé, pendant le travail sur le roman, par de nombreux courants de pensée: Les découvertes scientifiques dans les domaines de l'écologie et de biologie de la conservation ; le mouvement d'écologie urbaine, soucieux d'une nouvelle approche de la planification urbaine ; le mouvement des énergies douces, défendu par Amory Lovins et d'autres. Une grande partie de l'énergie sans danger pour l'environnement, de la construction résidentielle et de la technologie des transports décrites par l'auteur est fondée sur sa lecture des résultats de recherche publiés dans des revues comme Scientific American et Science.
La conception de Callenbach est de ne pas rejeter la haute technologie (ou toute technologie), tant qu'il n'interfère pas avec l'ordre social écotopien et sert les objectifs globaux. Les membres de sa fiction de la société préfèrent démontrer une conscience sélective à l'égard de la technologie, de sorte que non seulement la santé humaine et la santé mentale peuvent être préservées, mais aussi le bien-être social et écologique. Ainsi, à titre d'exemple, l'histoire de Callenbach prévoit le développement et l'utilisation libérale de la vidéoconférence.[réf. nécessaire]
Pendant les années 1970, quand Ecotopia a été écrit et publié, de nombreux éminents de la contre-culture et les nouveaux penseurs de gauche dénoncent la consommation et la surabondance qu'ils ont perçu comme une caractéristique de l'Amérique post-seconde guerre mondiale,. Les citoyens d'Ecotopia partagent un objectif commun: ils cherchent un équilibre entre eux et la nature. Ils ont été « littéralement malade de l'air vicié, de la nourriture chimique, et fou de la publicité. Ils se sont tournés vers la politique parce que c'était finalement la seule voie pour atteindre l'auto-préservation ». Dans le milieu du XXe siècle, comme les « entreprises ont augmenté en taille et en complexité, les citoyens doivent savoir que le marché continuera de servir les intérêts de ceux pour qui il prétendait exister ». L'Ecotopia de Callenbach cible le fait que beaucoup de gens n'ont pas le sentiment que le marché ou le gouvernement les servent comme ils le souhaitaient. Ce livre pourrait être interprétée comme le signe de « protestation contre le consumérisme et le matérialisme, parmi d'autres aspects de la vie américaine ».
Le terme « fiction écotopienne », comme un sous-genre de la science-fiction et de la fiction utopique, fait implicitement référence à ce livre.

## Résumé
Le livre se déroule en 1999 (25 ans dans le futur à partir de 1974) et se compose des entrées de journal et des rapports du journaliste William Weston, qui est le premier journaliste américain des médias traditionnels à enquêter sur Ecotopia, un petit pays qui a rompu avec les États-Unis en 1980. Avant les rapports de Weston, la plupart des Américains ont été empêchés d'entrer dans le nouveau pays, qui est dépeint comme étant en continuelle garde contre le revanchisme. La nouvelle nation d'Ecotopia comprend le Nord de la Californie, de l'Oregon et de Washington; il est laissé entendre que le Sud de la Californie est une cause perdue. Le roman prend sa forme comme un récit de journal de Weston en combinaison avec des dépêches, qu'il transmet à sa publication fictive, le Times-Post.
Avec Weston (qui au début est curieux, mais pas particulièrement disposé envers les écotopiens), le lecteur découvre le système écotopien de transport et le mode de vie qui comprend un large éventail de rôles de genre, la liberté sexuelle, et l'acceptation des relations non-monogames. L'usage libéral  du cannabis est visible. Les sports-spectacles de masse télévisés sont inexistants à cause d'une préférence pour les arts, des sports participatifs et de la condition physique générale. Certains écotopiens participent à un rituel particulier imitant la guerre, se battent avec des armes ce qui entraîne souvent des blessures. Ecotopia a toléré le séparatisme volontaire de nombreuses personnes d'ascendance africaine qui ont, en fait, choisi de vivre dans une mini-nation à l'Est de la Baie de San Francisco.
La société écotopienne a favorisé la décentralisation, de la production d'énergies renouvelables et l'éco-construction. Les citoyens sont technologiquement créatifs, tout en restant impliqué et sensible à la nature. Une réforme en profondeur de l'éducation est décrite, avec un système de soins médicaux universels très localisé (le narrateur découvre que les pratiques de guérison écotopiennes peuvent inclure la stimulation sexuelle). La stratégie nationale de défense a mis l'accent sur le développement très avancé de l'industrie de l'armement, tout en maintenant caché des ADM au sein d'importants centres de population pour décourager la conquête et l'annexion.
Par l'intermédiaire du journal intime de Weston, on trouve des observations qu'il n'inclut pas dans ses colonnes, comme son histoire d'amour avec une femme écotopienne qui le transforme personnellement. La structure narrative parallèle du récit permet au lecteur de voir comment les réflexions internes de Weston, inscrites dans son journal intime, divergent avec ses prises de position externes à ses lecteurs. En dépit des réserves initiales de Weston, tout au long du roman les citoyens écotopiens sont considérés comme intelligents, technologiquement ingénieux, émotionnellement expressif, et même parfois violent, mais aussi socialement responsable, patriotique. Ils vivent souvent dans des familles élargies, et ont tendance à vivre par choix dans des lieux ethniquement séparées. Leurs entreprises sont généralement contrôlées et possédées par leurs employées. L'actuelle administration gouvernementale est tenu par un parti dirigé par une femme et les structures gouvernementales sont très décentralisées.
Le roman se conclut par Weston se trouvant lui-même enchanté par la vie écotopienne et de sa décision de rester en Ecotopia.

## Valeurs illustrées dans le roman
Les valeurs incarnées par ces écotopiens décrits dans le roman reflètent les valeurs défendues par son auteur. Callenbach dit que ses écotopiens accordent une importance fondamentale à l'environnement et la stabilité sociale au sein de la variété qui peut s'y épanouir. Ils valorisent la créativité. Ils veillent à l'égalité pour les femmes. Ils mettent en œuvre la protection et la restauration des systèmes naturels. Ils favorisent la production de la nourriture dans leurs villes.
Callenbach commence à écrire le roman en décrivant le recyclage des matériaux et des substances par la société; il voit un rôle élargi pour le recyclage de toutes sortes, et cela est essentiel pour de nombreux concepts qui sous-tendent Ecotopia.

## Anticipation de la réalité
On peut mentionner la spéculation de Callenbach sur le rôle de la télévision dans la société qu'il envisage. L'auteur a choisi le genre d'émission politique à questions directes, les jugeant précieuses à l'ensemble des citoyens. À certains égards, anticipant C-SPAN, qui sera d'abord diffusée en 1979, Ecotopia mentionne que la vie quotidienne de la législature et certaines juridictions de l'ordre judiciaire sont diffusées en Ecotopia. Même les débats techniques sont télévisés, répondant aux besoins et désirs des téléspectateurs écotopiens.
Un autre détail intéressant dans l'histoire est l'impression à la demande (POD). Les clients écotopiens peuvent choisir le support d'impression sélectionné à partir d'un simili-juke-box qui permettrait alors l'impression et la reliure du livre. Au XXIe siècle, les services de POD qui assurent l'impression, la reliure et l'expédition de livres pour les clients qui commandent en ligne, sont devenus monnaie courante.

## Impact
L'importance de ce livre n'est pas tant dans son style littéraire que dans l'imagination fertile d'une alternative écologique de mode de vie sur une plus grande échelle, présenté plus ou moins réaliste. Il a exprimé sur le papier, le rêve d'un autre avenir tenu par beaucoup dans les mouvements des années 1970 et plus tard. Même les noms des deux personnages en plus le reflet de leurs points de vue respectifs – « Will West(on) », le représentant du matérialisme et de la culture américaine et « Vera Allwen » (« toutes les femmes + tous les hommes »), le président et porte-parole pour Ecotopia – indiquent le degré auquel l'auteur a voulu que le livre soit un reflet de ce qu'il a vu comme des lacunes écologiques et culturelles américaines.
Cependant, contrairement à beaucoup du mouvement Vert dans l'Amérique contemporaine, avec sa préférence pour la régulation, l'Ecotopia de Callenbach a une tendance à un laissez-faire économique relatif, guidé par d'intenses pressions morales vers des pratiques durables, tant dans la vie privée et dans les affaires.
En 1981, Callenbach publie Ecotopia Émergentes, une préquelle à plusieurs volets suggérant comment la nation durable d'Ecotopia aurait pu voir le jour.
En 1990, Audio Renaissance a publié une adaptation théâtrale partielle d' Ecotopia sur cassettes audio sous la forme d'enregistrements de radio diffusées sur le réseau (Allied News Network remplaçant le Times-Post). La bande enregistrée du journal de William Weston est lue par l'auteur du livre, Ernest Callenbach. Les rapports de Weston sont lus par le reporter Edwin Newman.
Dans le journal en ligne Earth Island Journal, Ecotopia est analysé par Brian Smith, s'identifiant lui-même non comme un enfant des années 1960, mais des années 1980. Il a lu le roman trente ans après sa première publication, et dit: « j'ai senti une grande affinité pour les détails du monde que Callenbach prédit. Même mieux, j'ai été impressionné par la façon dont beaucoup de ses idées se sont produites ».
Ecotopia est maintenant une lecture obligatoire dans un certain nombre d'universités (voir l'article du New York Times « The Novel That Predicted Portland » référencé ci-dessous).

## Réception
Don Milligan dans le magazine Britannique Peace News a donné à Ecotopia une critique négative, indiquant que « Ecotopia est un amalgame de mauvaise qualité de la social-démocratie suédoise, la neutralité de la Suisse, et des coopératives yougoslaves de travailleurs bricolé avec l'autoritarisme d'A Blueprint for Survival... Ecotopia est une vision défectueuse d'un avenir défectueux. »
En contraste, Ralph Nader fait l'éloge du livre, notant qu'« aucune des conditions heureuses en Ecotopia sont au-delà de la technique ou des ressources à portée de notre société ».
Selon Scott Timberg, citant le professeur de littérature environnementale Scott Slovic de l'Université du Nevada dans le New York Times, « Ecotopia [le concept] est devenu presque immédiatement absorbé dans la culture populaire. Vous entendez les gens parler de l'idée d'Ecotopia, ou du nord-ouest comme étant Ecotopia ».
Dans bolo'bolo, P. M. critique Callenbach en disant:

« Les dollars circulent dans son Ecotopia comme ils le faisaient avant. Il est absurde de proposer un système de change direct, personnel et écologique et de permettre en même temps un véhicule de circulation (de l'argent) anonyme, indirect, centralisé. L'argent comme moyen général de mesure suppose la production de masse (dans ce cas seulement des marchandises sont mesurables et comparables), une centralisation bancaire, la grande distribution, etc. C'est exactement cette base, l'anonymat et la non-responsabilité de tout le monde, qui provoque et permet tous ces mécanismes de destruction de la nature et des gens. Comme Callenbach pose ces mécanismes comme un problème moral (respect de la nature, etc.), il a besoin d'un (très sympathique, très démocratique, même féminisé) État central (La Grande Sœur) pour réparer les dommages causés par le système, par le biais de contrôles des prix, des règlements, des lois et des prisons (bien sûr, ces derniers sont uniquement des « camps d'entraînement »). Ce qu'il permet économiquement il doit l'interdire politiquement: l'espace pour la [question de la] morale est ouvert. (Tu ne tueras pas....) »

## Éditions
- Ecotopia, Banyan Tree Books, 1975, 167 p.  (ISBN 0-9604320-1-9)
- Écotopie, Stock, coll. « Étrangers », 1978, trad. Christiane Thiollier, 321 p.  (ISBN 2-234-00804-2)
- Écotopia, Rue de l'échiquier, coll. « Fiction », 2018, trad. Brice Matthieussent, 304 p.  (ISBN 978-2-37425-129-5)
- Écotopia, Gallimard, coll. « Folio SF » no 670, 2021, trad. Brice Matthieussent, 336 p.  (ISBN 978-2-07-287254-9)